# М47 Патън
М47 Патън е американски основен боен танк от серията Патън. Това е един от основните бойни танкове на САЩ по време на Студената война, оставайки в експлоатация до края на 80-те години. Той е разработен от по-ранния М46 Патън, който впоследствие и замества. Това е последният танк в армията на САЩ, който има радист в екипажа и вътрешно картечно гнездо. М47 заменя М4 Шърман и М26 Пършинг.

## Разработка
М46 Патън се явява временно решение на проблемите, съществували в по-ранния М26 Пършинг от епохата на Втората световна война. По-късно М46 е трябвало да бъде изместен от тежкия танк Т42. Въпреки това след началото на Корейската война американската армия веднага изпитва нужда от нов танк, и се оказва невъзможно проблемите в разработката на новия дизайн да бъдат преодоляни за кратки срокове. Вследствие на това е взето решение куполът на Т42 да бъде монтиран върху шаси на М46, като се добавят и някои нововъведения, като оптичен далекомер. Сложено е и ново 90-мм оръдие. Танкът бива разработен от Детройтския арсенал и получава названието М47 Патън. Производството му започва през 1951. До прекратяването на производството през 1953 са създадени 8676 танка. Влиза на въоръжение през 1952 и е изтеглен едва през 1989, макар след средата на 70-те да се използва повече за опити с нови оръжия.

## Употреба
- От страна на Турция през 1974 – окупацията на Кипър;
- От страна на Йордания – Шестдневна война;
- От страна на Пакистан – Индо-пакистанска война (1965);
- От страна на Иран – Ирано-иракска война;
- От страна на Хърватия – Хърватска война за независимост, претърпяват значителни загуби от страна на сръбските Т-55;
- Вероятно от страна на Сомалия в различни конфликти;

## Варианти
- М47 – базов модел с радио, оптичен далекомер и климатична система с вентилатор;
- М47М – подобрен вариант с елементи от М60 Патън и един човек по-малко екипаж; не се използва от САЩ, предназначен за износ;
- M47ER3 – испанска БРЕМ.
- М6 – булдозерен вариант.

## Оператори
- Иран – 168
- Йордания
- Сомалиленд

### Бивши
- Австрия
- Белгия
- Германия (западна)
- Гърция
- Ирак
- Испания
- Италия
- Кипър
- Нидерландия
- Пакистан
- Португалия
- Саудитска Арабия
- САЩ
- Тайван
- Турция
- Филипини
- Франция
- Хърватия
- Югославия
- Южна Корея
- Япония